# Cheese in the Trap
Cheese in the Trap (en hangul, 치즈인더트랩; romanización revisada, Chijeuindeotraep), es una serie de televisión surcoreana emitida durante 2016 basada en el webtoon del mismo nombre creado por Soonkki, el cual fue serializado en Naver. La serie narra el interés de un inteligente chico en una esforzada y a veces torpe joven de cabello pelirrojo, teniendo como fondo el campus de una universidad, donde distintos hechos conspiran en el desarrollo de su relación. Es protagonizada por Park Hae-jin, anteriormente conocido por sus papeles en Doctor Stranger y  My Love from the Star, Kim Go-eun reconocida por películas como Memories of the Sword, Monster y Coin Locker Girl y Seo Kang-joon de la banda 5urprise y anteriormente parte del elenco de ¿Qué pasa con mi familia?.
Fue trasmitida por la cadena de cable TVN, desde el 4 de enero hasta el 1 de marzo de 2016, con una extensión de 16 episodios emitidos cada lunes y martes las 23:00 (KST). La serie rápidamente se convirtió en un fenómeno de Internet en China, con altos índices de visualizaciones y primeras posiciones en redes sociales como Weibo, tan solo los episodios cinco y seis emitidos el 18 y 19 de enero, obtuvieron inicialmente 350 y 400 millones de reproducciones respectivamente. Además, los derechos de emisión de Cheese in the Trap fueron vendidos a Youku y Tudou en dos millones de dólares, el más alto precio en exportación de series de televisión de cable surcoreanas que se haya tenido registro hasta ese momento.

## Argumento
La serie muestra la delicada relación entre una estudiante universitaria Hong Seol y un joven mayor que ella, Yoo Jung. Seol hace trabajos a tiempo parcial ya que no posee muchos recursos económicos. Por otro lado Jung es perfecto, con buenos resultados académicos y en atletismo, sin embargo, parece tener un lado oscuro con algunas personas, que guardan rencor contra él.

## Reparto

### Personajes principales
- Park Hae-jin como Yoo Jung.[10]
- Kim Go-eun como Hong Seol.[10]
- Seo Kang-joon como Baek In-ho.[10]
- Lee Sung-kyung como Baek In-ha.
- Nam Joo-hyuk  como Kwon Eun-taek.
- Park Min-ji como Jang Bo-ra.[11]

### Personajes secundarios
Relacionados con Jung
- Son Byung-ho → Hwang Jung-min como Yoo Young-soo.[12]

Relacionados con Seol
- Ahn Kil-kang como Hong Jin-tak.
- Yoon Bok-in como Kim Young-hee.
- Kim Hee-chan como Hong Joon

Universidad
- Hwang Seok-jung como Profesora Kang (Bruja).[13]
- Kim Jin-geun como Profesor Han.
- Lee Woo-dong como Huh Yoon-seop.
- Moon Ji-yoon como Kim Sang-cheol.
- Oh Hee-joon como Ha Jae-woo.[14]
- Ji Yoon-ho como Oh Young-kon.
- Yoon Ji-won como Son Min-soo.
- Cha Joo-young como Nam Joo-yeon.[15]
- Yoon Ye-joo como Kang Ah-young.
- Ko Hyun como Kim Kyung-hwan.
- Shin Joo-hwan como Min Do-hyun.
- Kim Hye-ji como Lee Da-young.

### Otros personajes
- Kim Ki-bang como Gong Joo-yong.
- Baek Soo-jang.
- Jung Eui-cheol.
- Park No-shik como Noh Sook-ja.
- Lee Hyun-geol.
- Yoo Jang-young como Sang-keun.
- Kang Eun-woo.
- Lee Jin-kwon como Kim Min-tae.
- Hwang Byung-ho.
- Won Tae.
- Kwon Oh-jin.
- Han Ye-wool.
- Yoo Jung-rae.[16]
- Shin Ji-ho.

## Recepción

### Audiencia
| Ep. # | Fecha de estreno      | Cuota de pantalla nacional | Cuota de pantalla nacional | Cuota de pantalla nacional |
| Ep. # | Fecha de estreno      | AGB                        | TNmS                       |                            |
| ----- | --------------------- | -------------------------- | -------------------------- | -------------------------- |
| 1     | 4 de enero de 2016    | 3.6 %                      | 2.6 %                      |                            |
| 2     | 5 de enero de 2016    | 4.8 %                      | 2.9 %                      |                            |
| 3     | 11 de enero de 2016   | 5.2 %                      | 5.8 %                      |                            |
| 4     | 12 de enero de 2016   | 5.7 %                      | 5.8 %                      |                            |
| 5     | 18 de enero de 2016   | 6.5 %                      | 6.2 %                      |                            |
| 6     | 19 de enero de 2016   | 6.3 %                      | 6.6 %                      |                            |
| 7     | 25 de enero de 2016   | 6.0 %                      | 7.0 %                      |                            |
| 8     | 26 de enero de 2016   | 6.8 %                      | 7.1 %                      |                            |
| 9     | 1 de febrero de 2016  | 7.1 %                      | 7.2 %                      |                            |
| 10    | 2 de febrero de 2016  | 6.6 %                      | 7.6 %                      |                            |
| 11    | 15 de febrero de 2016 | 5.5 %                      | 7.3 %                      |                            |
| 12    | 16 de febrero de 2016 | 5.8 %                      | 7.2 %                      |                            |
| 13    | 22 de febrero de 2016 | 6.1 %                      | 6.9 %                      |                            |
| 14    | 23 de febrero de 2016 | 6.4 %                      | 7.2 %                      |                            |
| 15    | 29 de febrero de 2016 | 5.8 %                      | 6.4 %                      |                            |
| 16    | 1 de marzo de 2016    | 6.8 %                      | 7.5 %                      |                            |

## Emisión internacional
- Filipinas: GMA Network (2019).
- Hong Kong: Now Drama Channel (2016) y Viu TV (2016).
- Japón: Nittele Plus (2017-2018).
- Malasia: 8TV (2016)
- Singapur: HUB VV Drama (2016) y Sony One TV (2017-2018).
- Tailandia: True4U (2017).
- Taiwán: EBC (2017).